# Ballarrinae
Sous-famille
Les Ballarrinae sont une sous-famille d'opilions eupnois de la famille des Neopilionidae.

## Distribution
Les espèces de cette sous-famille se rencontrent en Australie, en Nouvelle-Zélande, en Amérique du Sud et en Afrique du Sud.

## Liste des genres
Selon World Catalogue of Opiliones (25/04/2021) :
- Americovibone Hunt & Cokendolpher, 1991
- Arrallaba Hunt & Cokendolpher, 1991
- Ballarra Hunt & Cokendolpher, 1991
- Plesioballarra Hunt & Cokendolpher, 1991
- Vibone Kauri, 1961

## Publication originale
- Hunt & Cokendolpher, 1991 : « Ballarrinae, a new subfamily of harvestmen from the Southern Hemisphere (Arachnida, Opiliones, Neopilionidae). » Records of the Australian Museum, vol. 43, no 2, p. 131–169 (texte intégral).